# Knucklas
Knucklas är en ort i Storbritannien.   Den ligger i kommunen Powys och riksdelen Wales, i den södra delen av landet, 220 km väster om huvudstaden London. Knucklas ligger 198 meter över havet och antalet invånare är 220.
Terrängen runt Knucklas är huvudsakligen lite kuperad. Knucklas ligger nere i en dal. Runt Knucklas är det ganska glesbefolkat, med 48 invånare per kvadratkilometer. Närmaste större samhälle är Knighton, 3,4 km öster om Knucklas. Trakten runt Knucklas består i huvudsak av gräsmarker.